# Berwick-upon-Tweed
Berwick-upon-Tweed (/ˌbɛrɪk-əpɒn-ˈtwiːd/ⓘ) es la ciudad más septentrional de Inglaterra, situada en el condado de Northumberland, junto a la desembocadura del río Tweed.

## Historia
Por su posición fronteriza entre Inglaterra y Escocia, Berwick cambió de manos entre los dos reinos varias veces durante la Edad Media. En 1482 quedó definitivamente integrada en el Reino de Inglaterra.
En el siglo XIII, fue uno de los puertos más prósperos de Europa, e ingresaba en impuestos y aranceles una cuarta parte de todos los ingresos del reino de Escocia. Hasta que el 30 de marzo de 1296 Eduardo I, alarmado por la firma de un tratado entre escoceses y franceses, quemó la ciudad y asesinó a sus ocho mil habitantes, incluidos los que se refugiaron en las iglesias. Nueve años después de la ejecución y descuartizamiento de William Wallace, un brazo del héroe nacionalista fue exhibido para que todo el mundo tomase nota de cómo trata Inglaterra a sus enemigos.

Existen dos ducados con dicha denominación, uno inglés (el original; fue creado en 1688 por el rey Jacobo II de Inglaterra) y el segundo (y más nuevo), que fue creado a favor de Cayetana de Alba, debido a que por la Ley Sálica de Inglaterra, la cual prohibía a las mujeres heredar algún título nobiliario, debido a esto y por el hecho de no perder el título que llevaba más de tres centenarios en España, se optó por crear el ducado de Berwick-On-Tweed, para diferenciar este de su homónimo inglés (ducado de Berwick-upon-Tweed).